# Palatalisierung
Palatalisierung bezeichnet die stellungsbedingte Änderung eines Lautes durch Hebung des Zungenrückens in Richtung des harten Gaumens (lateinisch palatum).
Die Palatalisierung wird in der IPA-Lautschrift mit dem Zeichen [⁠ʲ⁠] dargestellt: [pʲ, tʲ, sʲ] etc. In der Keltologie und in der Slawistik wird üblicherweise eine Umschrift mit den Konsonanten nachgestellten Strichen verwendet: /g′/, /d′/, /f′/ usw. im Gegensatz zu /g/, /d/, /f/ usw.
Der Begriff Palatalisierung wird sowohl in der synchronischen als auch in der diachronischen Sprachwissenschaft benutzt.

## Sprachen mit palatalen Phonemen

Zungenstellung der russischen nicht palatalisierten Laute [b] und [p

Den Vorgang der Palatalisierung, bei denen also zur Primärartikulation zusätzlich der Zungenrücken an den harten Gaumen angenähert wird, bezeichnet man in der Phonetik als Sekundärartikulation.
Auch im Deutschen, wie auch in den anderen Sprachen der Welt, kommt es zu stellungsbedingter Palatalisierung von Konsonanten. So besteht ein Unterschied zwischen dem /k/ in Kuh und in Kiel. Bei der Aussprache des /k/ im Kiel bewegt sich die Zunge in Vorwegnahme des /i/ in Richtung des harten Gaumens. Jedoch ergibt sich im Deutschen bei („falscher“) Verwendung des jeweils anderen Lautes keinerlei Bedeutungsunterschied.
In manchen Sprachen hat dieser Vorgang allerdings eine distinktive, das heißt bedeutungsunterscheidende Funktion.

### Palatalisierung im Englischen
Die englische Sprache kennt schon in der altenglischen Sprachstufe umfangreiche Palatalisierungen von Konsonanten vor und nach bestimmten (altenglischen) Vokalen. Vor diesem Hintergrund erklärt sich einerseits der Gegensatz etwa zwischen englisch cheese, chin, church, bench, drench, yell, yellow, day, way und deutsch Käse, Kinn, Kirche, Bank, tränken (die neuenglische Bedeutung ‚durchnässen‘ ist sekundär), gellen, gelb, Tag, Weg. Anderseits geht auch die unterschiedliche Lautung des (ursprünglichen) Konsonanten in englische Wortpaaren wie speak ‚sprechen‘ und speech ‚Rede‘, cold ‚kalt‘ und chill ‚kühlen, Kühle‘ oder dawn ‚Tagesanbruch‘ und day ‚Tagesanbruch‘ darauf zurück, dass je nach Lautumgebung in altenglischer Zeit eine Palatalisierung eingetreten ist oder nicht.

### Palatalisierung in den romanischen Sprachen
Siehe hierzu: Romanische Palatalisierung

### Palatalisierung in der russischen Sprache

Zungenstellung der russischen palatalisierten Laute [b’] und [p’

Die Palatalisierung von Konsonanten hat in der russischen Sprache, im Belarussischen und im Ukrainischen eine phonematische Funktion. Fast alle Konsonanten werden im Russischen in einer harten oder weichen (palatalisierten) Form gesprochen. Beide Aussprachevarianten der jeweiligen Konsonantenlaute sind bedeutungsunterscheidend, das heißt die Palatalisierung ist hier „phonologisiert“.
Ein russisches hartes „r“ (kyrillisch p) und ein palatalisiertes (weiches) „r“ sind zwei verschiedene Phoneme der russischen Sprache.
So unterscheiden sich рад [rat] („froh (sein)“) und ряд [rʲat] („Reihe“) durch die unterschiedliche Aussprache des р.

### Palatalisierung in den goidelischen Sprachen
In den goidelischen Sprachen, d. h. im Irischen und im Schottisch-Gälischen, im Manx jedoch nur noch zum Teil, werden palatalisierte von nicht-palatalisierten Konsonanten immer und in jeder Position phonemisch unterschieden. Das heißt, in diesen Sprachen gibt es vollständig phonemisierte Doppelreihen von Konsonanten. Die einzige Ausnahme bildet in vielen Dialekten das „h“, da eine Palatalisierung des „h“ aufgrund seiner Physiologie als Hauchlaut nicht möglich ist. Ersatzweise wird in den anderen Dialekten der Laut /x’/ (/ç/) verwendet, um keine Leerstelle im Doppelsystem entstehen zu lassen.
Dieses Merkmal der goidelischen Sprachen ist bereits im archaischen Irisch (vor ca. 600 n. Chr.) während komplexer morphophonologischer Prozesse durch Apokope (Endsilbenwegfall) und Synkope (Binnensilbenwegfall) entstanden. Im 1974 ausgestorbenen, aber wiederbelebten Manx ist die Palatalität nur noch in einigen Fällen phonemisch.
Bemerkenswert ist dabei, dass sich das Vorhandensein/die Abwesenheit der Palatalisierung in einem Konsonanten nicht nur lexikalisch auswirkt, sondern auch grammatisch-morphologisch.
So werden zum Beispiel in der ersten nominalen Flexionsklasse der Genitiv und der Plural ausschließlich durch Palatalisierung des Auslautes gebildet: amhrán /aura:n/ („Lied“, Nom. Sg.) und amhráin /aura:n’/ („Liedes“ bzw. „Lieder“, Gen. Sg. und Nom. Pl.).
Jedoch muss bei jedem einzelnen Konsonanten jedes Wortes die Palatalität unterschieden werden. Konsonantengruppen werden stets als Ganzes palatalisiert bzw. nicht palatalisiert gesprochen. In der Schreibung wird dies im Irischen und im Schottischen fast immer durch Umgebung von „a“, „o“ und/oder „u“ (nicht palatalisiert) bzw. „e“ und/oder „i“ (palatalisiert) auf beiden Seiten des Konsonanten/der Konsonantengruppe kenntlich gemacht. Diese Buchstaben werden bisweilen nur zu diesem Zweck eingefügt und dann nicht gesprochen. Im Manx ist dies aufgrund der auf dem Englischen beruhenden Orthographie nicht der Fall.
Bemerkenswert ist die Rolle der Palatalität in der Lyrik. In der traditionellen irischen Lyrik reimen sich die Wörter entsprechend den in den Traktaten zur Lyrik beschriebenen Konsonantenklassen, die sich von heutigen Klassifizierungsmustern zum Teil deutlich unterscheiden. Palatalisierte und nicht palatalisierte Versionen eines Konsonanten gehören jedoch nicht einer Klasse an und können sich daher nicht reimen. So reimt sich dhamh /ɣav/ zwar mit gar /gar/ (/v/ und /r/ gehörten einer Klasse an), jedoch nicht mit déanaimh /d’eːniv’/.

## Sprachgeschichtlicher Lautwandel durch Palatalisierung
Im Verlauf der Sprachgeschichte können sich die Laute einer Sprache ändern. Einer der phonetisch bedingten Gründe, die zu Lautveränderungen einer Sprache beitragen, ist die Palatalisierung.

### Palatalisierungsprozesse im Slawischen
Im Urslawischen gibt es mehrere Palatalisierungsschübe, deren Auswirkungen zu markanten Merkmalen der slawischen Sprachen gegenüber den anderen indoeuropäischen Sprachen wurden. Bei den Palatalisierungen des Urslawischen wurden die Velare /g/, /k/ und /x/ zu /ʒ/, /tʃ/ und /ʃ/ bzw. /z/, /ts/ und /s/, die durch vorangehende bzw. folgende Vokale der vorderen Reihe ausgelöst wurden. Die j-Wirkung betraf neben den Velaren auch andere Konsonanten.

#### Erste Palatalisierung
Die erste Palatalisierung hat regressive Wirkrichtung, d. h. ein Vokal wirkt auf einen vorangehenden Velaren. Auslöser sind die Vokale der vorderen Reihe. Zusätzlich zu den oben genannten Velaren entwickelte sich die Konsonantengruppe sk dabei zu šč (heute durch das russische Graphem щ ausgedrückt) weiter.
Beispiel:
- drug-ъ > neurussisch drug: keine Palatalisierung, da ъ kein Vokal der vorderen Reihe ist
- drug-ьb-a > nruss. družba: Palatalisierung g > ž, ausgelöst durch ь

weitere Beispiele im Neurussischen: bog vs. božij, pekar'  vs. pečka, ploskij vs. ploščad' 

#### Zweite Palatalisierung
Die zweite Palatalisierung hat ebenfalls regressive Wirkrichtung. Ausgelöst wird sie von den Vokalen ě und i, sofern diese aus den indoeuropäischen Diphthongen ai̯̯ oder oi̯ entstanden sind.
Beispiel:
- kěna (< kaina) > nruss. cena
- na oblakěchъ > na oblacěchъ
- na nogě > tschechisch na noze

Die zweite Palatalisierung wurde im Deklinationsparadigma und im Imperativ des Russischen wieder rückgängig gemacht (vgl. na oblakach, na noge), ist jedoch in anderen slawischen Sprachen erhalten geblieben.

#### Dritte Palatalisierung
Die dritte Palatalisierung hat progressive Wirkrichtung, d. h. ein Vokal (in diesem Falle ь, i und ę) wirkt auf einen nachfolgenden Velar.
Beispiel:
- otьkъ > nruss. otec

#### Vierte Palatalisierung
Die vierte Palatalisierung ist ein Sonderfall der zweiten Palatalisierung, jedoch steht zwischen Velar und Vokal der Konsonant v. Es handelt sich somit um eine Fernassimilation und nicht, wie bei den anderen Palatalisierungen, um eine Kontaktassimilation.
Für die 4. Palatalisierung gibt es lediglich zwei Beispiele:
- květy > nruss. cvety (vgl. polnisch kwiat)
- gvězda > nruss. zvezda (vgl. tschechisch hvězda)

#### j-Wirkung
Bei der so genannten j-Wirkung wird ein Konsonant durch ein nachfolgendes j palatalisiert. Neben den Velaren betrifft dies auch andere Konsonanten. Im heutigen Russisch sind die Produkte dieses Lautprozesses z. B. in den Formen der 1. Person Singular vieler Verben der i-Konjugation sichtbar (Beispiel: platit'  vs. plaču). Bei den Labialen erfolgt unter der j-Wirkung der Einschub eines l (Beispiel: ljubit'  vs. ljublju). Ein solches, so genanntes L-Epenthetikum liegt auch im Namen der russischen Stadt Jaroslawl vor (Jaroslavjь > Jaroslavlь), die nach ihrem Gründer Jaroslaw dem Weisen benannt ist.